# 기아 챌린저스 필드
기아 챌린저스 필드(KIA Challengers Field)는 전라남도 함평군 학교면 곡창리에 있는 야구장이다. 현재 KIA 타이거즈가 퓨처스팀,3군 홈구장이자 구단 전용 훈련장으로 사용하고 있다.
기존 KIA 타이거즈 2군 야구장이었던 대동면 용성리 전남야구장 시설이 노후하여 선수들이 뛰기 어렵다는 지적이 많아, 전라남도 함평군 학교면 곡창리에 2만 4천평 규모로 2010년에 착공, 2012년 4월에 완공하였다. 클럽 하우스가 완공된 2013년 8월 28일에 정식 개관했다.
주 경기장은 좌우 펜스까지 100m, 중앙 펜스는 120m 규모. 전자 점수판을 설치하였으며 내야 연습장은 가로 세로가 각 70m 규모이고, 실내 연습장은 가로 세로가 각 50m, 높이 15m로 투구, 타격, 수비, 작전 등 모든 훈련을 할 수 있다. 숙소동에는 객실 20개와 라커룸, 식당, 휴게실, 샤워실, 헬스장, 의무실 등을 마련했다.
주 경기장에 조명 시설이 설치되어 있지 않아 야간 경기, 야간 훈련은 할 수 없다.
2012년 주 경기장과 보조 경기장은 완공이 되어 선수들이 경기를 펼치는데 문제가 없으며 클럽하우스와 실내연습장은 2013년 8월 28일에 완공했다.
2013년 7월 8일, 기아자동차는 항상 1군에 오르기 위해 도전하는 2군 선수들의 도전 정신을 담아 2군 야구장의 명칭을 '함평-기아 챌린저스 필드'로 선정했다.
2015 시즌 후 3군 선수단 전용 훈련장 신설을 위해 챌린저스필드에 야구장 1면을 증축하고, 야간 조명을 설치해 육성 선수들의 야간 경기 적응력을 높일 예정이다. 더불어 챌린저스 필드 부지 내에 등 속성 측정기와 3차원 척추안정화 장비·산소탱크 치료기·아쿠아 마사지 장비·돗토리 재활센터 장비 등을 갖춘 재활센터를 신축할 계획이다. 2016년 7월 경 재활센터가 완공되었으며 새로운 야구장은 2017년까지 토지 문제를 해결 중이다.